# Les Remords de l'alcoolique

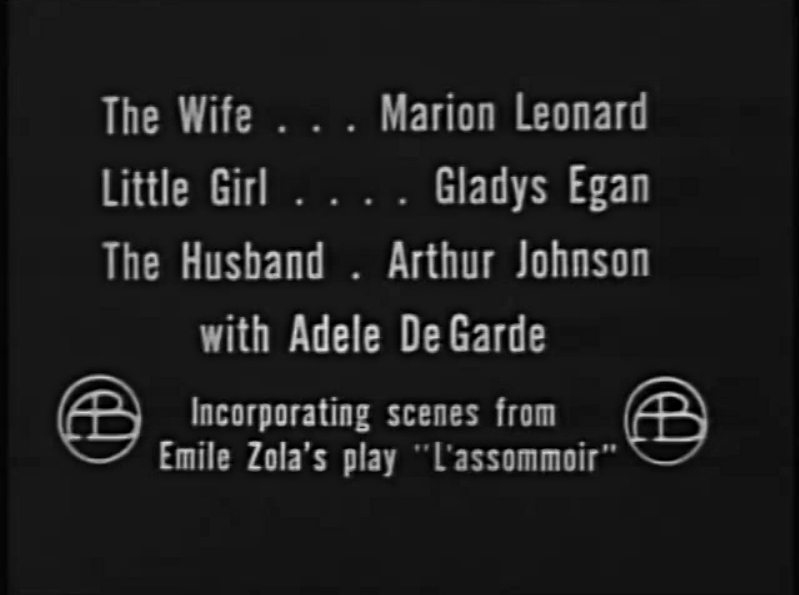
Générique de début de film (insertion ultérieure)

Les Remords de l'alcoolique (A Drunkard's Reformation) est un film muet américain réalisé par D. W. Griffith, sorti en 1909.

## Synopsis
C'est en voyant une adaptation théâtrale de l'Assommoir qu'un père de famille comprend qu'il a tort de boire.

## Fiche technique
- Titre : Les Remords de l'alcoolique
- Titre original : A Drunkard's Reformation
- Réalisation et scénario : D. W. Griffith
- Société de production et de distribution : American Mutoscope and Biograph Company[1]
- Photographie : G. W. Bitzer
- Pays de production :  États-Unis
- Format[2] : Noir et blanc - Muet - 1,33:1[3] ou 1,37:1[4] - 35 mm[3],[4]
- Longueur de pellicule : 983 pieds (300 mètres[3])
- Durée : 13 minutes (à 16 images par seconde)[2]
- Genre : Drame[4]
- Date de sortie : 1er avril 1909

## Distribution
Les noms des personnages proviennent de l'Internet Movie Database.
- Arthur V. Johnson : John Wharton
- Linda Arvidson : madame Wharton (sa femme)
- Adele DeGarde : leur fille
- Charles Avery : un acteur de la pièce
- John R. Cumpson : un membre de l'orchestre / un acteur de la pièce
- Robert Harron : le placeur du théâtre
- Anita Hendrie : une actrice de la pièce / un membre du public
- Florence Lawrence : une actrice de la pièce
- Marion Leonard : une actrice de la pièce
- David Miles : un acteur de la pièce
- Owen Moore : un acteur de la pièce
- Tom Moore : un membre du public
- Herbert Prior : une personne dans le bar
- Mack Sennett : un acteur de la pièce / un membre de l'orchestre / une personne dans le bar
- Harry Solter : un acteur de la pièce

## Autour du film
Les scènes du film ont été tournées les 25 et 26 février ainsi que le 1er mars 1909 dans le studio de la Biograph à New York.
Une copie du film est conservée à l'archive du film de la Bibliothèque du Congrès à Washington.